# Città di Hobart
La città di Hobart è una delle 29 local government areas che si trovano in Tasmania, in Australia. Essa si estende su di una superficie di 76,2 chilometri quadrati ed ha una popolazione di 49.556 abitanti. La sede del consiglio si trova a Hobart.